# Demetrio Falereo
Demetrio Falereo (in greco antico: Φαληρεὺς Δημήτριος?, Phalēréus Dēmḕtrios; Falero, 345 a.C. – 282 a.C. circa) è stato un oratore, politico e filosofo greco antico, discepolo di Teofrasto e uno dei primi filosofi peripatetici.

## Biografia
Di famiglia non illustre, fu discepolo di Teofrasto, quando questi dirigeva il Peripato, e condiscepolo di Menandro, del quale rimase amico.
Nel 325 a.C. iniziò la sua carriera politica, facendosi notare come il più abile oratore del suo tempo. Per questo motivo nel 317 a.C. Cassandro di Macedonia gli affidò il governo di Atene, che resse per dieci anni, introducendo importanti riforme nel sistema giuridico, tuttavia subordinato ad un governo filo-macedone. 
Il malcontento verso di lui, che crebbe dopo un periodo iniziale di apparente popolarità, ebbe modo di manifestarsi quando Atene fu attaccata da Demetrio Poliorcete nel 307 a.C. I concittadini lo costrinsero allora a fuggire, distrussero le 360 statue che secondo diverse fonti gli erano state erette (sembra che ne fosse risparmiata solo una) e lo condannarono a morte in contumacia. 
Demetrio si rifugiò prima a Tebe e poi ad Alessandria d'Egitto, alla corte di Tolomeo I, del quale divenne uno dei più importanti consiglieri. 
Alla morte di Tolomeo I, nel 283 a.C., cadde in disgrazia, probabilmente perché non aveva favorito l'ascesa al trono di Tolomeo II, appoggiando uno dei suoi fratelli. Fu allora esiliato nell'Alto Egitto, dove morì poco dopo, sembra per il morso di un serpente (Cicerone, Pro Rabirio Postumo, 23: "aspide ad corpus admota, vita esse privatum").

## Opere
Demetrio venne ritenuto l'ultimo tra gli oratori attici degno di questo nome, anche perché, dopo di lui, l'attività cominciò a perdere valore. Le sue orazioni erano caratterizzate da uno stile morbido, grazioso, ed elegante, piuttosto che sublime come in quelle di Demostene.
Diogene Laerzio, che gli dedica un capitolo elencando tutti i suoi scritti (su argomenti di etica, retorica e letteratura) di cui abbiamo solo frammenti, è una delle principali fonti su di lui; infatti le sue opere, che trattavano alcune di storia, alcune di politica, altre di filosofia, altre di poesia, sono tutte andate perdute. 
Secondo Strabone, Demetrio ispirò la creazione della Biblioteca di Alessandria, che fu modellata sulla base del Liceo di Aristotele. Il Museo conteneva un Peripato (Περίπατος, corridoio coperto), un Sissizio (συσσίτιον, sala da pranzo comune) e una organizzazione per categorie dei rotoli degli scritti antichi.

### Sullo stile
A Demetrio viene attribuito, nei manoscritti, un trattato Perì hermenéias (Sullo stile; in latino, De elocutione), che risale, però, secondo gli studiosi, al tardo Ellenismo. L'autore, partito dalle osservazioni preliminari sul periodo, tratta dei membri della frase (kôla) e della loro lunghezza appropriata, per poi parlare della frase (komma) e del periodo.
Dopo questa introduzione generale, viene trattato lo stile periodico e disgiunto, lo stile elevato, elegante, quello semplice, lo stile forzato, con i relativi "vizi" di forma.